# Incomparable (diamant)
Pour l'album de Faith Evans, voir Incomparable (album).
L'Incomparable est un diamant jaune-brun, un des plus grands jamais trouvé dans le monde. La pierre brute pesait 890 carats (178 g). Taillée, elle a permis l'obtention du quatrième plus gros diamant du monde, pesant 407,49 carats.

## Découverte
Une petite fille le trouve en 1984 à Mbujimayi, dans un tas de gravats provenant d'une ancienne mine de la Société minière de Bakwanga, République démocratique du Congo.
Les gravats avaient été exclus du processus de récupération, car jugés trop volumineux pour être traités.
Après être passé entre les mains de divers marchands de diamants, la pierre est finalement achetée par Donald Zale pour Zale Corporation, Marvin Samuels et Louis Glick.

## Taille
Avant la taille, la pierre brute a une masse de 890 carats, c'est le plus gros diamant brun jamais trouvé. Et le quatrième plus gros diamant toutes couleurs confondues, après le Cullinan I (3 106,75 carats), Excelsior (995 carats) et le Star of Sierra Leone (968,9 carats).
Lors de la taille de ce diamant massif, ses propriétaires auraient pu obtenir le plus grand joyau du monde, surpassant le Cullinan I (530,20 carats), mais finalement, pour avoir le moins de défauts, la taille l'a réduit à 407,5 carats. Néanmoins, il est le troisième plus gros diamant après le Cullinan I et le Golden Jubilee,.
L'étude et la taille de la pierre prennent quatre ans et sont faites par une équipe dirigée par Marvin Samuels, copropriétaire de la pierre, réputé pour son expérience et son expertise dans la taille de gros diamants.
La taille présente de nombreuses difficultés. La forme de base est très irrégulière, relativement fine à une extrémité et plus épaisse de l'autre côté. La surface est très tourmentée. Une face est striée, une autre est creuse et grêlé. Fort heureusement, peu d'inclusions se révèlent à l'intérieur, assurant la pureté de la pierre.
En novembre 1984, les pierres issues de la taille sont exposées à l'occasion du 75e anniversaire de la Zale Corporation : le diamant de 407,48 carats (81,50 g) dans une taille baptisée par le diamantaire « Triolette », sur un ornement en or, ainsi que quatorze diamants allant de 15,66 carats à 1,33 carats.
De façon remarquable, les pierres issues de la taille de l'Incomparable ont de fortes variétés de couleur, de quasi-incolore à un magnifique jaune-brun. La plus grande de ces pierres porte aussi le nom d'Incomparable et est classé en 1988 par le GIA en pureté flawless, c'est-à-dire sans aucune inclusion.

## Caractéristiques
- Forme de la taille : triolette
- Couleur : brun-jaune(Fancy Brownish-Yellow)
- Pureté : absence d'inclusions (IF (Internally Flawless))
- Poids brut : 890.00 carats (178 g)
- Poids taillé : 407,48 carats (81,50 g)
- Mesures : 53,90 × 35,19 × 28,18 mm,
- Pays d'origine : République démocratique du Congo
- Mine d'origine :
- Date de la découverte : 1984
- Propriétaire d'origine :
- Propriétaire actuel : la Zale Corporation, Marvin Samuels et Louis Glick.
- Valeur : 15 à 20 millions de dollars